# Ângela do Amaral Rangel

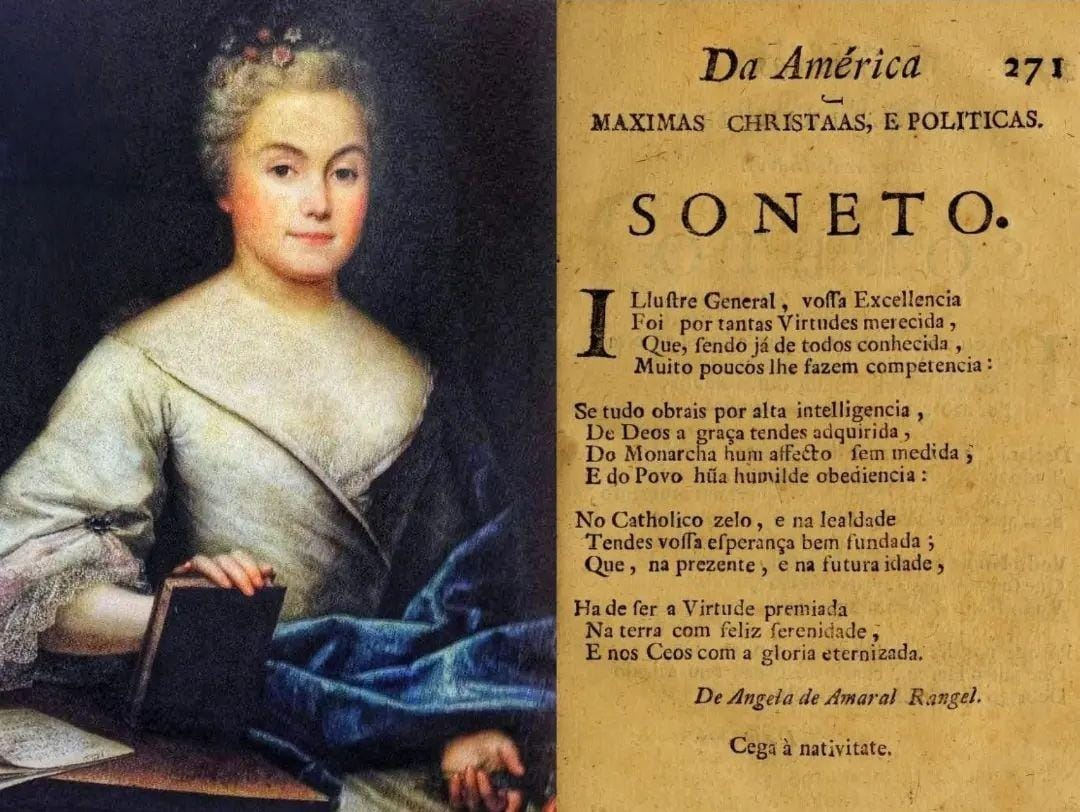
Ângela do Amaral Rangel e um dos seus sonetos, a única mulher a participar da Academia dos Seletos ainda no século XVIII.

Ângela do Amaral Rangel (Rio de Janeiro, 21 de maio de 1725 — Rio de Janeiro, ?) foi uma jornalista e poetisa brasileira.

## Biografia
Primeira voz feminina, registrada pelos historiadores, a se expressar na poesia brasileira diante dos intelectuais da época, Ângela do Amaral Rangel era cega de nascimento e deixou fama de talento. Foi a única mulher a participar da Academia dos Seletos onde, em 1752, quando foi recebida entre as mais altas figuras do estado (juízes, médicos, eclesiastas de categoria, etc.), que formavam o especial grupo dos Seletos- fato   raríssimo de acontecer com qualquer figura do sexo feminino.
Filha de Antônio Marcos Vale e Custódia Rangel, representantes de uma família ilustre no Rio de Janeiro, as informações a respeito de sua vida de tal maneira são escassas  que não é possível sequer identificar com precisão a data de seu falecimento.
Cega de nascimento, sendo conhecida como Ceguinha, compôs sonetos e romances líricos em espanhol em louvação a pessoas gradas. O fato de alguns poemas seus terem sido incluídos na antologia Júbilos da América (que a Academia dos Seletos dedicou ao governador do Rio de Janeiro, Gomes Freire de Andrade, e foi editada em Lisboa, em 1754), deu a Ângela Rangel a oportunidade de sobreviver na memória da literatura brasileira.

## Estilo
Segundo a crítica, apesar de seu artificioso cultismo do claro-escuro, a poetisa revela em seu diminuto acervo, capacidade de versificar corretamente e com alguma espontaneidade. Vale a pena notar que seus poemas apresentam uma linguagem singela, direta e profundamente melodiosa, deixando fluir uma certa erudição, elogiada por intelectuais seus contemporâneos.
Embora alguns estudiosos de literatura não lhe reconheçam grandes méritos, é incontestável que a sua existência é um fato notável, digno de registro, numa sociedade em que as mulheres eram mantidas, por via de regra, na ignorância absoluta e quando não havia meios de viabilizar uma instrução pública aos que eram privados da visão.

## Obras
| Poesia | Poesia                         | Poesia                                         | Poesia |
| Ano    | Título                         | Editora                                        | Pg     |
| ------ | ------------------------------ | ---------------------------------------------- | ------ |
| 1754   | Júbilos da América (coletânea) | Officina do Dr. Manoel Alvares Sollano, Lisboa | 364p.  |

## Poesias
"Primeira Máxima Militar"
(da obra "Júbilos da América", p. 272)
"Já retumba o clarim, que a Fama encerra
Na vaga Região seu doce acento
De Gomes publicando o alto alento,
Por não caber no âmbito da terra
Declara, que se está na dura guerra,
Tudo acaba tão rápido, e violento,
Que o mais forte Esquadrão, em um momento,
Seus alentos vitais ali subterra
Vosso Nome será sempre exaltado,
Que se voais nas asas da ventura,
Vosso Valor o tem assegurado;
Porque nos diz a Fama clara, e pura
Que outro Herói, como Vós, não tem achado
Debaixo da Celeste Arquitetura."
"Máximas Cristãs e Políticas"
(da obra "Júbilos da América", p. 271)
"Ilustre General, vossa Excelência
Foi por tantas Virtudes merecida,
Que, sendo já de todos conhecida,
Muito poucos lhe fazem competência:
Se tudo obrais por alta inteligência,
De Deus a graça tendes adquirida,
Do Monarca um afeto sem medida,
E do Povo sua humilde obediência:
No Católico zelo, e na lealdade
Tendes vossa esperança bem fundada;
Que, na presente, e na futura idade,
Há de ver a Virtude premiada
Na terra com feliz serenidade,
E nos Céus com a glória eternizada."
"Romance Lírico"
(da obra "Júbilos da América", p. 273)
"Generoso Portugués,
Cuyo sublime Valor
Cabe en el conocimiento;
Más no en la explicación.
Merecen vuestras hazañas
Que ese Planeta mayor
Las imprima en letras de Oro
En su esfera superior.
Ah dichoso Portugués
De Lusitana blasón,
Gloria de Vuestra Excelencia,
De su nobleza esplendor!
Albricias, noble Milicia,
Que es vuestro Caudillo hoy
Quien por sus méritos goza
La mayor estimación.
El Portugués más perfecto,
El Lusitano mejor,
Que en las Escuelas de Marte
Vio el bélico rumor.
Porque con su Nombre solo
Da al enemigo temor,
A la Milicia do tema,
Y al Orbe admiración.
A los Animales fuertes
Diera muerte su furor,
A los Cesares envidia,
A los Carpíos confusión,
De los Aquiles, y Hectores
Quitara la presunción,
Que les dio la fama en cuanto
A Gomes no conoció.
Son tan altas las hazañas
Diste nuevo Campeador,
Que es respetado, y temido
De cuanto ilumina el Sol.
Acueste nombre dichoso
Tanto la Fama esparció,
Que en el más remoto clima
Le rinde veneración.
Es tal su valiente brío,
Que a Marte diera terror,
Si se vieran en campaña,
Desazonados los dos
De Minerva el ejercicio
Vuestro ardimiento dejó;
A dos hacíais progresos
De tanta ponderación.
À las Armas, y à la Guerra
Tan solamente os llevó
Vuestro espirito valiente;
Y animoso Corazón.
Fueron tantos los trofeos,
Que vuestro Valor ganó;
Que no quisiera Mavorte
Ser vuestro Competidor.
Que sirve inútiles plumas
Escribieren tanta acción,
Si es cada letra un oprobrio;
Cada alabanza un baldón?
Ya aquí, Generoso Gomes,
La humilde pluma paró,
Que para decirlo todo,
Basta nombraros a Vos."
"Fundar Casa en Dios (Romance Lírico)"
(da obra "Júbilos da América", p. 275)
"Fundar Casa para Dios
En un desierto país,
Solo una Ilustre Excelencia
Lo pudiera conseguir.
Hacer Corte a un desierto
Tan opulenta, e feliz,
Que de octava maravilla
Bien pudiera presumir.
Es esa fábrica hermosa
O ese hermoso pensil
De cándidas Azucenas
Un bellísimo jardín.
Corte de la Primavera,
Ado siempre hade asistir
Sin dependencias de Mayo;
Y fin favores de Abril.
Pues corre por vuestra cuenta,
A ese Vergel conducir
Divinas flores que en Alva,
No las pueda competir.
Es un nuevo Paraíso,
Porque se fuelle decir,
Que es cada Teresa un Ángel,
Cada Monja un Serafín.
Do a pesar del Inferno,
Han de brillar, y lucir
Prodigios de ciento en ciento
Virtudes de mil en mil.
Dese sagrado Palacio
Quisiste el nombre excluir,
Que no quiso la modestia
Tal vanidad consentir.
Diciendo que solo à Dios
Se ha de alabar, y servir,
Que solo su nombre santo
Allí se ha de proferir.
Vivid edades Nestóreas
Gloria de Vuestro Brasil;
O como el Ave de Arabia,
Que mucre para vivir."